# Кеж (Великопольське воєводство)
Кеж (пол. Kierz) — село в Польщі, у гміні Островіте Слупецького повіту Великопольського воєводства.
У 1975-1998 роках село належало до Конінського воєводства.